# Maria Gerżabkowa
Maria Gerżabkowa (zm. 1928 w Nowym Sączu) – polska aktywistka feministyczna, publicystka, założycielka i działaczka licznych organizacji społecznych, nauczycielka.

## Życiorys
Jej matka była wychowawczynią dzieci Józefa Ignacego Kraszewskiego. Ojciec, Józef Łusakowski, był żołnierzem Legionu Wysockiego i został odznaczony orderem Virtuti Militari. Ukończyła seminarium nauczycielskie w Krakowie, a następnie kontynuowała edukację w Warszawie. W 1893 roku poślubiła inż. Gerżabka i zamieszkała z nim w Małopolsce.
Stworzyła i kierowała oddziałem lwowskiego Związku Równouprawnienia Kobiet Polskich w Stanisławowie, gdzie przez jakiś czas mieszkała. W 1912 roku była członkinią polskiej delegacji do Wiednia na Zjazd Kobiet Krajów Austriackich. Razem z Kazimierą Bujwidową, Marią Dulębianką i Malinowską złożyła petycję o prawa polityczne dla kobiet. W 1913 roku była delegatką ze Stanisławowa na kongres Federacji Związków Równouprawnienia Kobiet w Budapeszcie. Wygłosiła tam wystąpienie w języku francuskim na posiedzeniu Męskiej Ligi Zwolenników Równouprawnienia Kobiet. Publikowała w 11 czasopismach, w tym po francusku w „Jus suffragii”.
Podczas I wojny światowej przystąpiła do Ligi Kobiet Polskich kierowanej przez Zofię Moraczewską oraz do Polskiego Czerwonego Krzyża. Założyła 23 organizacje społeczne, w tym dwie szkoły dla analfabetów, szwalnie, ludowe szkoły zimowe, koła uniwersytetów ludowych, czytelnie ludowe, dwa Kluby polityczne, kluby i kółka samokształcenia, Biuro porad zawodowych dla kobiet, Biuro Cz. Krzyża, oddział Ligi Kobiet w Stanisławowie, Biuro dla zaginionych jeńców, a także Sekcję Kobiecą Obrony Państwa w Nowym Sączu.
Po ciężkiej chorobie zmarła w 1928 roku w Nowym Sączu.

## Publikacje
- Idee demokratyczne a kobiety
- Lot sokoli (przetłumaczona na czeski i chorwacki)
- Z tajemnic życia domowego
- Czego żąda nowoczesna kobieta? (w rękopisie)
- Krzywda kobieca (w rękopisie)